# Campbell Wright
Campbell Wright, född 25 maj 2002 i Rotorua, Nya Zeeland, är en amerikansk-nyzeeländsk skidskytt som tidigare tävlade för Nya Zeeland.

## Karriär
Wright tävlade för Nya Zeeland till 2023 innan han bytte för att tävla för USA. Han debuterade i världscupen 2021. Vid världsmästerskapen i skidskytte 2025 tog han silver på sprinten och på efterföljande jaktstart.